# Trieptanoato di glicerina
Il trieptanoato di glicerina è l'estere dell'acido eptanoico e del glicerolo.
Viene utilizzato nella cura di malattie metaboliche ereditarie, come la carenza di piruvato carbossilasi e la carenza di carnitina palmitoiltransferasi II. Risulta inoltre aumentare l'efficacia della dieta chetogenica come trattamento per l'epilessia.